# قرينة (سنحان)

تعديل مصدري - تعديل

قرينة هي إحدى قرى عزلة الخُمُس العدني بمديرية سنحان وبني بهلول التابعة لمحافظة صنعاء، بلغ تعداد سكانها 311 نسمة حسب تعداد اليمن لعام 2004.